# Гримо, Элен
Элен Гримо́ (фр. Hélène Grimaud; род. 7 ноября 1969, Экс-ан-Прованс) — французско-американская пианистка. Из семьи корсиканских евреев по матери и берберских евреев по отцу.

## Биография
Училась в Марсельской консерватории у Пьера Барбизе и (с 1982 г.) в Парижской консерватории у Жака Рувье. В 1985 г. была удостоена премии Grand Prix du Disque за запись Сонаты № 2 Сергея Рахманинова. Одновременно с окончанием консерватории получила диплом по этологии со специализацией по поведению животных в естественной среде обитания. С 1991 г. жила в США, сперва в Таллахасси, а затем в штате Нью-Йорк, где вместе со своим тогдашним бойфрендом фотографом Генри Фэйром основала Центр сохранения волков (англ. Wolf Conservation Center) — небольшой заповедник, в котором жили 17 волков и проводились просветительские мероприятия, направленные, как объясняла Гримо, на демифологизацию образа волка как врага человека. С 2007 г. живёт в Швейцарии.

## Репертуар
Среди основных записей Гримо — Концерт № 1 для фортепиано с оркестром Иоганнеса Брамса (1997, с Берлинской государственной капеллой под управлением Курта Зандерлинга), Концерты Бетховена — № 4 (1999, с Нью-Йоркским филармоническим оркестром под управлением Курта Мазура) и № 5 (2007, с Дрезденской государственной капеллой под управлением Владимира Юровского), — эта последняя запись заставила одного из американских рецензентов назвать Гримо «художником невероятной проницательности»; критика выделяла также её исполнение сочинения Арво Пярта «Credo», давшего название одноимённому диску (включавшему также произведения Бетховена и Джона Корильяно).

## Книги
В 2003 г. выпустила сборник автобиографических и публицистических заметок «Дикие вариации» (фр. Variations Sauvages, английское издание под названием «Дикие гармонии: Жизнь с музыкой и волками», англ. Wild Harmonies: A Life of Music and Wolves).

## Признание
В 2000 г. удостоена премии «Виктуар де ля мюзик» как лучший инструменталист года, а в 2004 г. получила эту же премию в номинации «Victoire d’honneur» (За заслуги перед музыкой).